# Artem Favorov
Artem Favorov (ukrainsk: Артем Володимирович Фаворов; født den 19. marts 1994 i Kyiv, Ukraine) en en ukrainsk fodboldspiller. Han har tidligere spillet for Vejle Boldklub på en lejeaftale, der løb til og med den 30. juni 2017.

## Karriere

### Dynamo Kyiv og Ukraine
Favorov er et produkt af den ukrainske storklub Dynamo Kyivs ungdomsafdeling. Han har dog aldrig repræsenteret klubben i en tællende førsteholdskamp. I stedet har han opnået spilletid i mindre ukrainske klubber i både den næstbedste og bedste nationale række.
Indtil han forlod Dynamo Kyiv i 2013, var Favorov på to lejeophold. Først i FC Chornomorets Odesa, hvor han spillede på reserveholdet og scorede to mål i 12 kampe. I sæsonen 2012-13 spillede han på reserveholdet i Dynamo Kyiv, hvor det blev til to mål i 26 kampe.
I sommeren 2013 lavede Favorov en aftale med Kyiv-klubben FC Obolon-Brovar Kyiv, der i perioden rykkede op fra den tredje bedste række i Ukraine til den næstbedste. Favorov står noteret for 81 kampe og 35 mål for den mindre Kyiv-klub. I den sidste sæson hos FC Obolon-Brovar Kyiv blev Favorov topscorer i den næstbedste række i Ukraine med 10 mål, trods status af midtbanespiller.
I sommeren 2016 kom Artem Favorov til FC Zirka Kropyvnytskyi. Klubben er mere end 100 år gammel og er i sæsonen 2016-17 for første gang i mere end 10 år er i den ukrainske Premier League. Her har Favorov spillet 11 kampe og scoret tre mål.

### Vejle Boldklub
I januar 2017 skiftede Favorov til Vejle Boldklub på en lejekontrakt frem til sommeren 2017.
Favorov etablerede sig fra start som en fast mand på VB-holdet på den centrale midtbane, men spillede i enkelte kampe også spillet fløj. I sine første ti ligakampe scorede han fire mål. Han vendte retur til Zirka efter en lejeaftale på et halvt år.

## International karriere
Han har repræsenteret det ukrainske landshold på flere forskellige ungdomsniveauer. Senest var han indkaldt til U21-landsholdets 23-mandstrup af landstræner Serhiy Kovalets til Commonwealth of Independent States Cup i january 2014, men blev siden hen sorteret fra truppen.